# Buffalypso

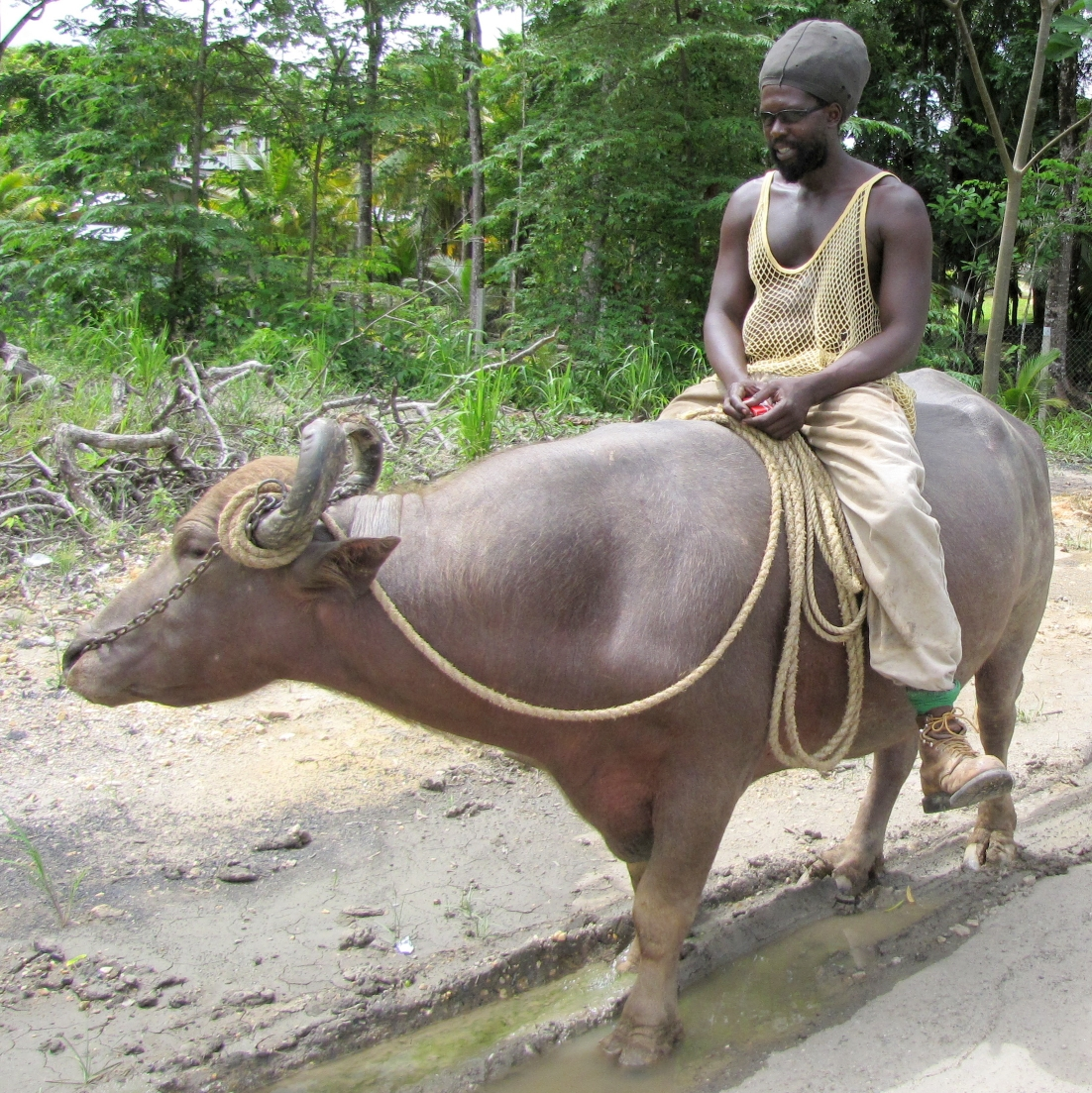
Een buffalypso

Een buffalypso is een op Trinidad gefokte waterbuffel.
Waterbuffels werden voor het eerst geïntroduceerd in Trinidad in 1906 vanuit India. In 1950 is men begonnen met het fokken van deze waterbuffels om met name de vleesproductie te vergroten. In 1964 besloot men dat de variant voldoende doorgefokt was om het als een apart ras te benoemen: de buffalypso, dat een samentrekking is van buffalo en calypso.